# 最高の贈り物
『最高の贈り物』（A TOWN WITHOUT CHRISTMAS）は、2002年放送のアメリカ製作のテレビ映画。
父親の失業を目の当たりにした郊外の寒村に住む少年が、自分の自殺を訴える手紙をサンタクロースに宛てて送った。その話に目をつけた女性レポーターは取材を試みるが、彼らの前にマックスと名乗る謎めいた紳士が現れる。
クリスマスの奇跡をテーマに描いたシリアスなファンタジードラマ。監督はアンディ・ウォーク。

## キャスト
- ピーター・フォーク（マックス）
- パトリシア・ヒートン